# Aristodemo de Cumas
Aristodemo, filho de Aristócrates, cognominado Malaco, o Efeminado, foi um tirano de Cumas, colônia grega na Campânia.
Aristodemo era de uma família notável, e ganhou o apelido Malaco por um de dois motivos: ou porque, quando jovem, ele era efeminado e deixava ser tratado como mulher, ou porque ele tinha uma natureza calma, e era difícil de se irritar.
No ano da 64a olimpíada, os gauleses, aliados a úmbrios e dâunios, atacam Cumas com um exército de 500 000 soldados de infantaria e 18 000 cavalos. Os gregos, com 600 cavalos e 4.500 a pé, derrotaram os bárbaros, e Aristodemo foi o que mais se destacou, inclusive matando o general dos bárbaros. O prêmio de mais valente, porém, foi dividido entre Aristodemo e Hipomedo, o comandante da cavalaria; a partir deste momento Aristodemo se tornou o campeão do povo, sendo odiado e temido pela aristocracia.